# Копар
Копар или Копер (словен. Koper, итал. Capodistria) је град у Словенији и најважније насеље словеначке Иcтpe, односно Словеначког приморја. Копар је и управно средиште истоимене општине Копар.
Копер је и главна поморска лука Словеније и једино веће приморско насеље у држави.

## Положај
Град Копар налази се у крајње југозападном делу земље, на невеликом Словеначком приморју. Град је близу италијанске границе и много већег Трста (око 20 km). Од престонице Љубљане Копар је удаљен 103 km.

## Природне одлике
Копар је смештен у истоименом малом заливу Јадранског мора. Градско подручје се велим делом налази у малом обалном равном појасу, док се градски обод налази у побрђу, које затвара залив и равницу са истока и југа.
У граду влада средоземна клима.

## Историја
Копер се као насеље јавља у доба старе Грчке под називом Aegida. Данашњи назив води порекло од латинског назива Caprea, из времена старог Рима. Значај града нараста током Велике сеобе варвара, када је град постао склониште за тадашње становнике Tergesteа, савременог Трста.
Од 10. века па до 1797. године град је био део Млетачке републике. Током овог доба град је добио италијански карактер, за разлику од словеначког залеђа. Овакво демографско стање одржаће се и после 1797. године када град припада Хабзбуршкој монархији, све до средине 20. века.
1918. године Копар припада Италији, која у следећим годинама разним мерама сузбија јужнословенски утицај у граду и околини. После Другог светског рата град је прво био део Слободне Територије Трста, да би 1954. године припао Југославији и тадашњој републици Словенији.
Историјски гледано Копар је насеље са италијанском већином. Почетком 20. века град је имао око 7.500 становника, од чега преко 90% Италијана.
У Копру данас живи 23.726 становника. Од тога Словенци чине 75%, остале народности из бивше Југославије око 20% и Италијани свега 2,2%. И поред малог удела у становништву Копар је данас средиште италијанске мањине у Словенији.

## Привреда
Највећи приход има од Луке Копар, која је значајна по претовару за југоисточну Европу.
Град је и важно туристичко и управно средиште. Копар поседује очувано историјско језгро средоземног типа са бројним трговима, црквама и палатама.

## Образовање
Као и сваки већи град у држави и Копар има развијену мрежу основних и средњих школа. У граду је скоро основан и Универзитет Приморске.

## Партнерски градови
- Крф
- Муђа
- Ферара
- Сан Дорлиго дела Вале
- Бузет
- Самара
- Жилина
- Ђуђанг
- Сент Џон
- Чешме

## Галерија
- Стари део Копра
- преторијанска палата
- Копарска саборна богородичина црква
- "Лођа“, стара градска кућа
- Тито са Хрушчовом у Копру, 1963.